# IBX
IBX Group AB var ett svenskt företag som grundades 2000 på initiativ av Ericsson och SEB.  IBX hade som mest 232 anställda på sju kontor i Europa – Stockholm (huvudkontor), Köpenhamn, Helsingfors, Frankfurt, Paris, Oslo och Oxford och bedriver verksamhet i mer än 80 länder.
IBX tillhandahöll lösningar för upphandling och inköp tillsammans med inköpskompetens och hanterande tjänster till stora och medelstora företag. Bland kunderna finns Ericsson, SEB, Volvo Group, Deutsche Post World Net, Skanska, Novo Nordisk och Lufthansa.

## Historia
IBX grundades i oktober 2000 på initiativ av Ericsson, SEB, b-business partners och grundarna – Hans Ahlinder, Björn Böhme, Christer Hallqvist och Peter Lageson. 
Första tiden ägnades åt att driftsätta en programmiljö för att implementera de två första kunderna, Ericsson och SEB. Som en del av det här tecknade IBX avtal med SAP AG och Commerce One i november 2000. Under 2001 etablerade sig företaget i Danmark och Norge och i Finland under 2002. Ett viktigt steg in på den europeiska marknaden togs då företaget tecknade ett femårigt avtal med Deutsche Post World Net.
I mars 2005 förvärvade IBX det ledande tyska e-handelsföretaget Trimondo GmbH och etablerade sig genom förvärvet i Europa. I augusti 2006 förvärvades tyska Portum AG, leverantör av webbaserade lösningar för strategiska inköp (elektronisk upphandling).
IBX Group köptes av Capgemini år 2010 som i sin tur sålde verksamheten vidare till Tradeshift år 2017. 